# Escut d'Herbers
L'escut d'Herbers és un símbol representatiu oficial del municipi valencià d'Herbers (els Ports). Té el següent blasonament:
| « | Escut quadrilong de punta redona. En camp d'argent, tres herbes de sinople ben ordenades, la del centre de grandària major. Tot amb terrassa del seu color. Al timbre, corona reial oberta. | » |

## Història
L'escut fou rehabilitat per Resolució de 5 de desembre de 2002, del conseller de Justícia i Administracions Públiques, publicada en el DOGV núm. 4.408, de 30 de desembre de 2002.
Es tracta de les armes parlants tradicionals d'Herbers, en al·lusió al topònim del poble.

Segell anterior a 1868.

En l'Arxiu Històric Nacional es conserven dos segells en tinta d'Herbers, un amb l'escut d'Espanya utilitzat a partir de 1868 i l'altre anterior on hi apareixen tres herbes. També hi apareix la següent descripció:
| «                                              | (castellà) El presente sello ha estado en uso en esta municipalidad desde inmemorial hasta el año 1868. Del que no se encuentra relación alguna histórica, apareciendo en su grabado tres matas de yerbas, que sinvolizan el escudo de este pueblo. | (català) El present segell ha estat en ús en aquesta municipalitat des immemorial fins a l'any 1868, del qual no es troba cap relació històrica, hi apareixen, en el seu gravat, tres mates de herbes que simbolitzen l'escut d'aquest poble. | » |
| — Herbés 26 Sbre 1876. El Alcalde. Manuel Mas. | | |   |

En «Historia, Geografía y Estadística de la Provincia de Castellón» de Bernardo Mundina, 1873, quan parla de l'escut d'Herbers, hi apareix la següent descripció:
| « | (castellà) Tiene su escudo tres tallos de una planta ó yerba; el del centro es mas alto y tiene flor, y bajo de la línea del suelo ó terreno está la inscripción Herbés. | (català) Té el seu escut tres tiges d'una planta o herba; el del centre és més alt i està florit, i sota de la línia del sòl o terreny està la inscripció Herbés. | » |